# Hypersvecism
Hypersvecism är en hyperkorrekt svensk ordform som bildats under strävan att åstadkomma ”fin”, ”genuin” eller ”vårdad” svenska, fri från främmande påverkan eller dialektala former.
Hypersvecismer är därför ofta analogibildningar efter riksspråkliga ordformer. Ordet hjälte kommer till exempel från fornsvenska helte, ett lånord från medellågtyskans helt. Förändringen hel- till hjäl- är ingen dialektal form, utan snarare ett försök att göra ordet mera svenskt, i analogi med ord som ”hjälm” och ”hjälpa”, som motsvaras av ”Helm” och ”helfen” på tyska. Hypersvecismer kan också förekomma vid en övergång från lägre stilart till högre, som faderväl för farväl i analogi med läder och väder för dialektala lär och vär.

## Exempel
- geväder, i analogi med väder för dialektala vär.[4]
- dialektala blåd för blå, i analogi med röd och god för dialektala rö och go.[4]
- pluralformen spånor för äldre spåner i analogi med flickor i stället för flicker.[4]
- äldre nysvenska ådrar för årar (”åror”), i analogi med vädret i stället för dialektala väret.[4]